# Балашов, Юрий Сергеевич (шахматист)

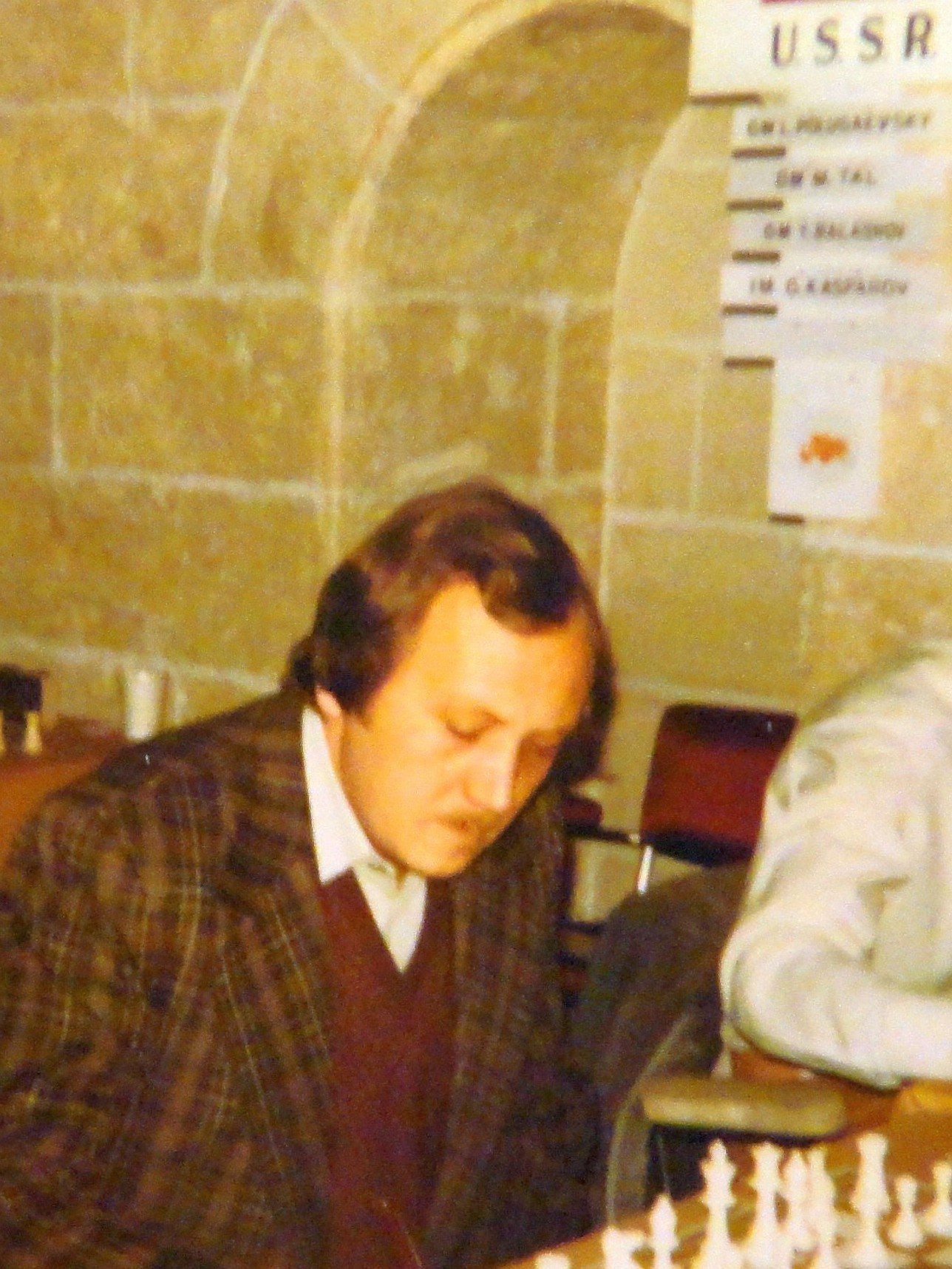
В 1980 году

Ю́рий Серге́евич Балашо́в (род. 12 марта 1949, Шадринск, Курганская область) — советский и российский шахматист, международный гроссмейстер (1973). Чемпион Москвы (1970). Чемпион Литвы (1977). Заслуженный тренер СССР (1978).
Победитель Шахматной Олимпиады 1980 года в составе команды СССР. Чемпион мира среди сеньоров в составе команды России (2018).

## Биография

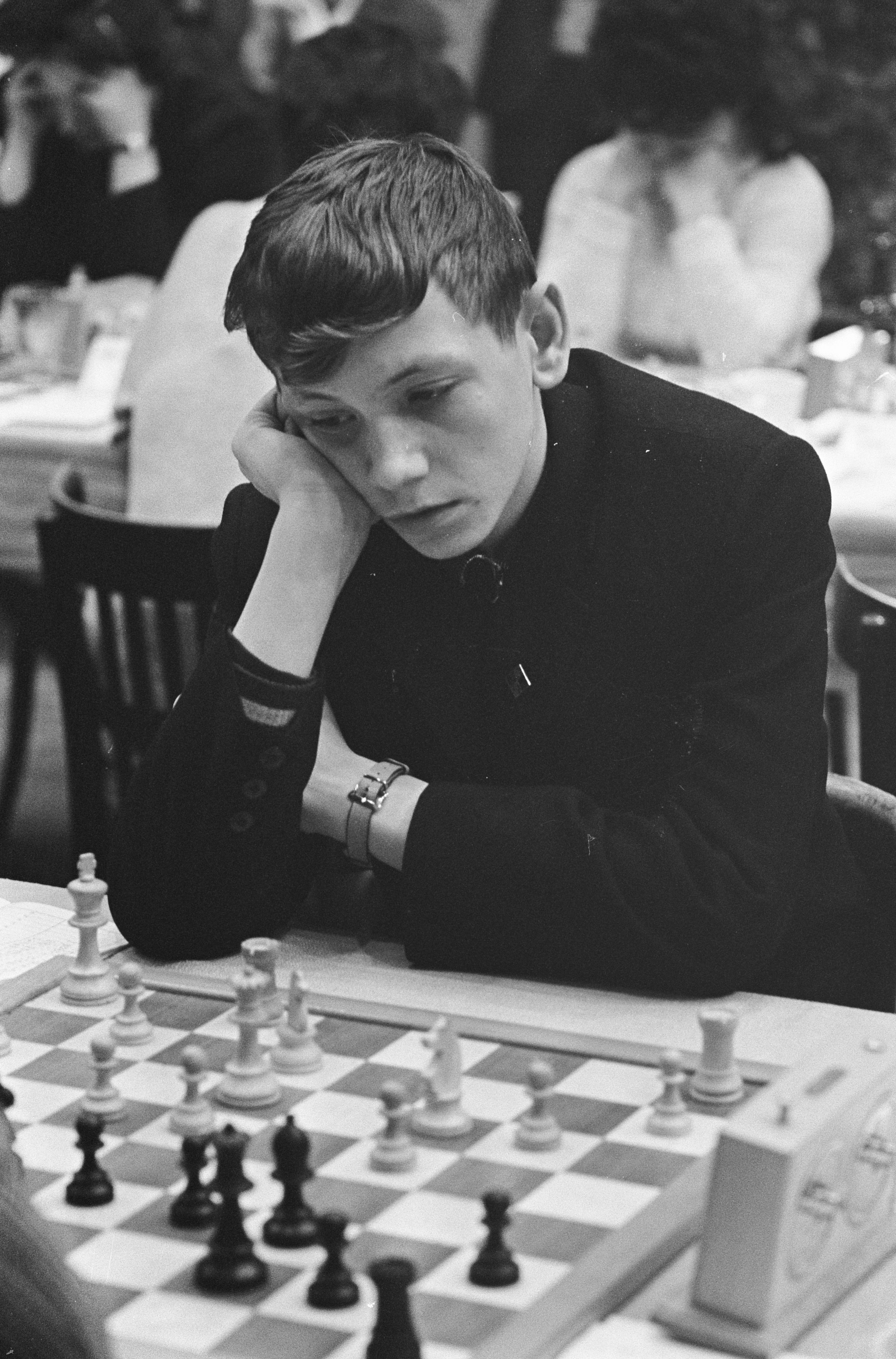
В 1965 году

Юрий Сергеевич Балашов родился 12 марта 1949 года в городе Шадринске Курганской области в большой рабочей семье.
В 12 лет он получил первый разряд по шахматам, а в 15 лет стал самым молодым мастером спорта СССР. Первым тренером был Владимир Александрович Дюков.
В 1961 и 1962 годах становился чемпионом города Шадринска, а в 1964 году — чемпионом Курганской области по шахматам.
С 1966 года проживает в Москве.
В 1972 году окончил шахматное отделение Государственного центрального ордена Ленина института физической культуры. Его дипломная работа была посвящена творчеству Р. Фишера.
В 1970 году выиграл чемпионат Москвы, в 1977 стал чемпионом Литвы. Занял второе место после Анатолия Карпова в чемпионате СССР 1976 года. Неоднократно представлял СССР на командных соревнованиях, в частности в чемпионатах мира среди студентов 1971, 1972 и 1974 годов, в командных чемпионатах Европы 1970, 1973, 1977 и 1980 годов, а также на XXIV-й олимпиаде 1980 года, где команда СССР стала победительницей.
Участник соревнований на первенство мира (с 1969). Зональные турниры ФИДЕ: 1975 — 1-4-е, 1978 — 1-е, 1985 (чемпионат СССР) — 4-6-е места; межзональные турниры: Манила (1976) и Рио-де-Жанейро (1979) — 7-9-е, Толука-де-Лердо (1982) — 9-10-е, Таско (1985) — 16-е места (не закончил соревнование из-за болезни).
Лучшие результаты в других международных соревнованиях: Гастингс (1965/1966, побочный турнир; 1966/1967, 1985—1986) — соответственно 1-2-е, 3-5-е и 3-4-е; Скопье (1970) — 5-е; Вейк-ан-Зее (1973 и 1982) — 2-е и 1-2-е; Таллин (1973) — 3-6-е (с Д. Бронштейном, П. Кересом и Б. Спасским); Сьенфуэгос (1975) — 2—3-е; Галле (1976) и Карловац (1979) — 1-е; Лон-Пайн (1977) и Мюнхен (1979) — 1-4-е; Лон-Пайн (1980) — 3-7-е; Сочи (1980) — 2-е; Ганновер (1983) и Юрмала (1985) — 3-е; Хельсинки (1983, 1984) — 4-е и 1-е; Минск (1986) и Дортмунд (1987) — 1-е; Воронеж (1987) и Мальмё (1987/1988) — 1-2-е места.
Член символического клуба победителей чемпионов мира Михаила Чигорина (1980).
Шахматист активного позиционного стиля, любит тактическую борьбу.
Известны успехи Балашова на тренерском поприще. Среди тех, кому он в разные годы помогал — чемпионы мира Анатолий Карпов и Борис Спасский. В 1978 году Балашов удостоен звания «Заслуженный тренер СССР», а в 2005 году — «Заслуженный тренер ФИДЕ».
За достижения в области шахмат награждён орденом «Дружба народов» (1981).
В начале 1990-х годов в Кургане была создана «Школа гроссмейстера Ю. С. Балашова». Работает «Школа Ю. С. Балашова» в Набережных Челнах.
В 2001 году на родине гроссмейстера, а Шадринске, был проведён международный шахматный турнир на приз Ю.С. Балашова. В турнире принял участие сам Ю.С. Балашов. Призом на турнире были уникальные по своей исторической ценности шахматы, на которых Б. Спасский готовился к матчу с Р. Фишером (Источник: Паниковский В., Рублевский, Черепанов М. Маэстро Рублевский и его земляки. Славная история шахматной жизни в Курганской области. Часть II. Земляки. – Курган: Изд-во «Зауралье», 2003. – С. 169–187, 218–221).
В 2003 году в Шадринске состоялся второй международный шахматный турнир на приз Ю.С. Балашова. Он также прошёл с личным участием Ю.С. Балашова (Источник: Федоров А. Боевое крещение // Исеть (газета, г. Шадринск). 2003, 22 января).
Третий международный турнир на приз Ю.С. Балашова прошёл в Шадринске в 2005 году. (Ист.: Шадринский гамбит // Шадринск Сити. 2005, 29 марта. – С. 10).
В 2007 году в Шадринске был проведен детско-юношеский шахматный мемориал на приз Ю.С. Балашова (Ист.: Федоров А. Магическое число // Исеть. 2007, 7 марта).
Чемпион Европы и мира среди сеньоров (ветеранов) в категории «65+». Входит в состав сборной команды России среди ветеранов, которая регулярно становится победителем чемпионатов Европы и мира. Чемпион России среди ветеранов по классическим шахматам (2023).
1 июля 2024 года шахматному клубу г. Шадринска  было присвоено имя Ю.С. Балашова. В тот же день был проведён розыгрыш Кубка Ю.С. Балашова.
В российском фильме «Чемпион мира», посвящённом матчу Карпова и Корчного в 1978 году в Багио, роль Юрия Балашова, секунданта Карпова, исполнил Михаил  Тройник.

## Награды и звания
- Орден Почёта, 2025[10]
- Орден Дружбы народов, 1981
- Заслуженный тренер СССР, 1978
- Заслуженный тренер ФИДЕ, 2005

## Изменения рейтинга
| Графики недоступны из-за технических проблем. См. информацию на Фабрикаторе и на mediawiki.org. |

## Семья
Старший брат Александр, кандидат в мастера спорта по шахматам
Сестра Тамара Демченко, имеет первый разряд по шахматам.
Жена (с 1971) Елена Юрьевна (род. 1949, Шмидке) — шахматный мастер, автор учебников по шахматам для детей
У них пятеро детей: Наталья (род. 1972), Ольга (род. 1976), Алексей (род. 1983, кандидат в мастера спорта по шахматам и гобоист-солист, лауреат международных конкурсов, руководитель собственного концертного агентства), Татьяна (род. 1985), Александр (род. 1987).